# My Name Is Bill W.
My Name Is Bill W. (bra: O Valor da Vida) é um telefilme estadunidense de 1989, do gênero Drama biográfico, dirigido por Daniel Petrie, com roteiro de William G. Borchert baseado na vida de Bill Wilson, o fundador dos Alcoólicos Anônimos, e a sua luta para ajudar outros dependentes.

## Sinopse
Nos Estados Unidos em 1935, Bill Wilson, corretor da bolsa de Nova York, decide largar o vicio do álcool e fundar os Alcoólicos Anônimos para auxiliar outros dependentes.[carece de fontes?]

## Elenco
- James Woods...Bill Wilson
- JoBeth Williams...Lois 'Lo' Wilson
- James Garner...Dr. Bob
- Gary Sinise...Ebby
- George Coe...Frank Shaw

## Prêmios e indicações

### Prêmios
Emmy
- Melhor Ator em minissérie ou especial: James Woods (1989)[carece de fontes?]

### Indicações
Globo de Ouro
- Melhor minissérie ou filme para a TV: 1990[carece de fontes?]
- Melhor ator em minissérie ou filme para a TV: James Woods (1990)[carece de fontes?]